# Drive-through

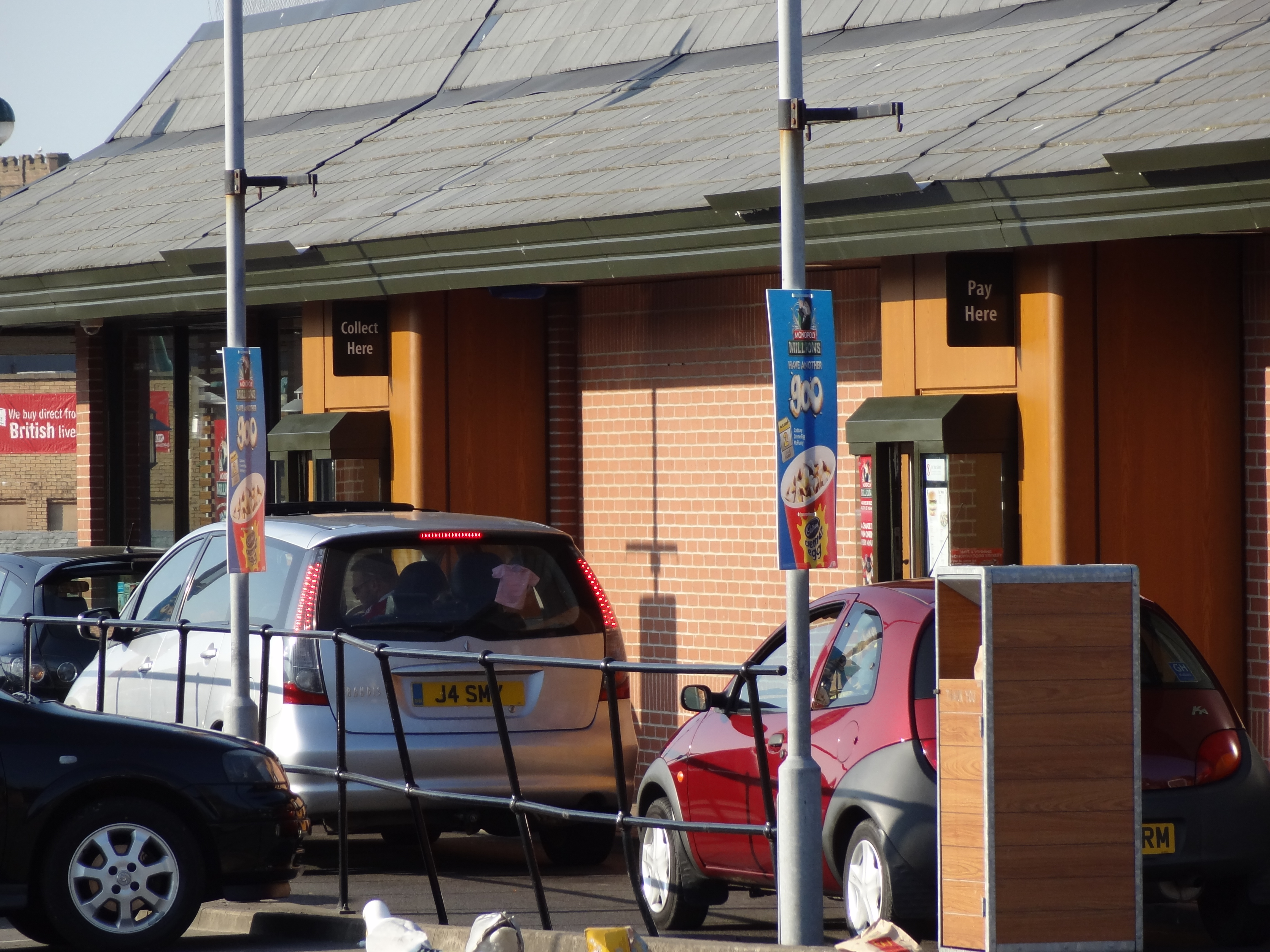
McDonald's drive-through (МакДрайв) у Великій Британії.

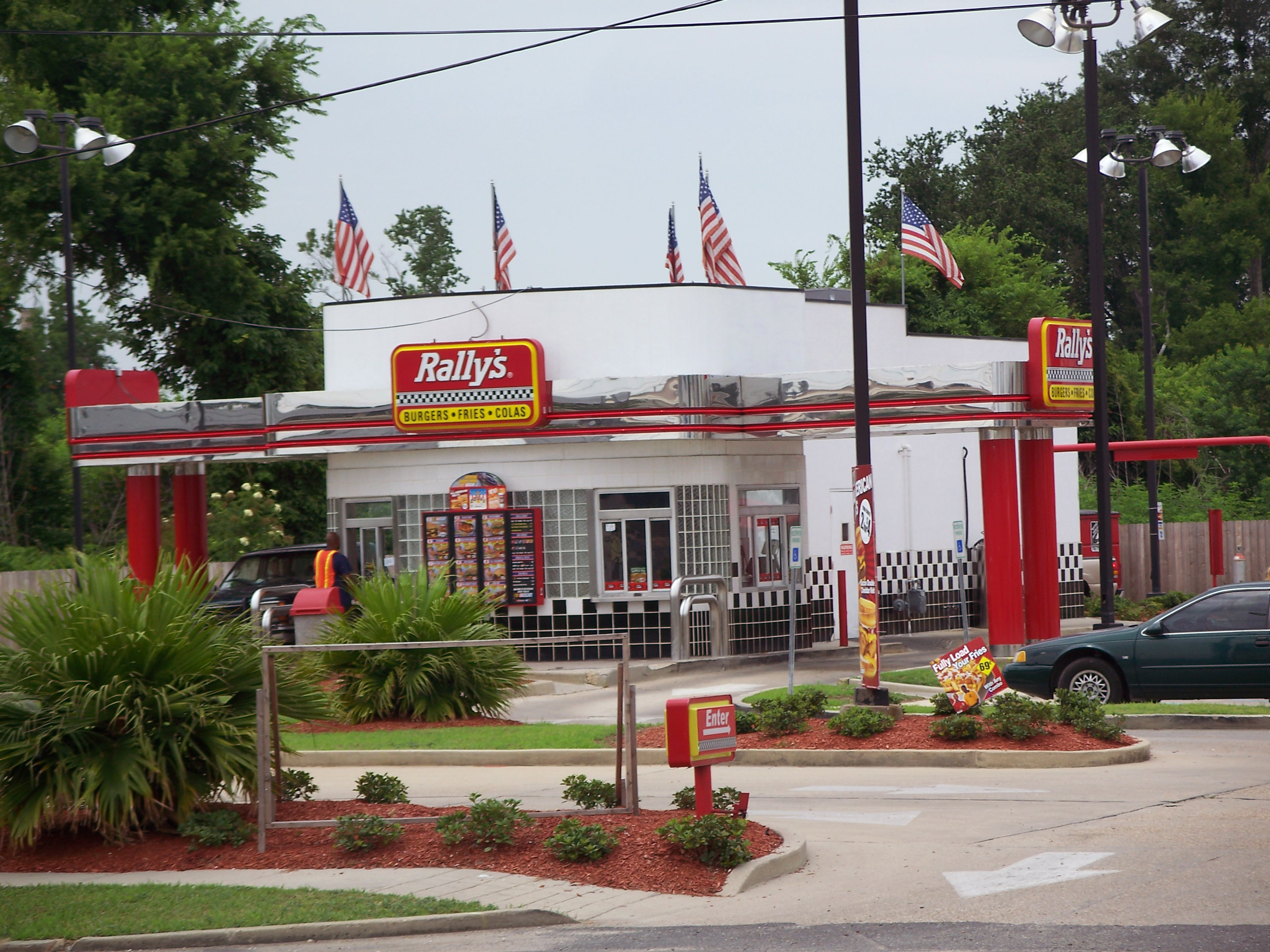
Деякі мережі фаст-фуду, як от Rally's що в Новому Орлеані, Луїзіана, мають по два drive-through.

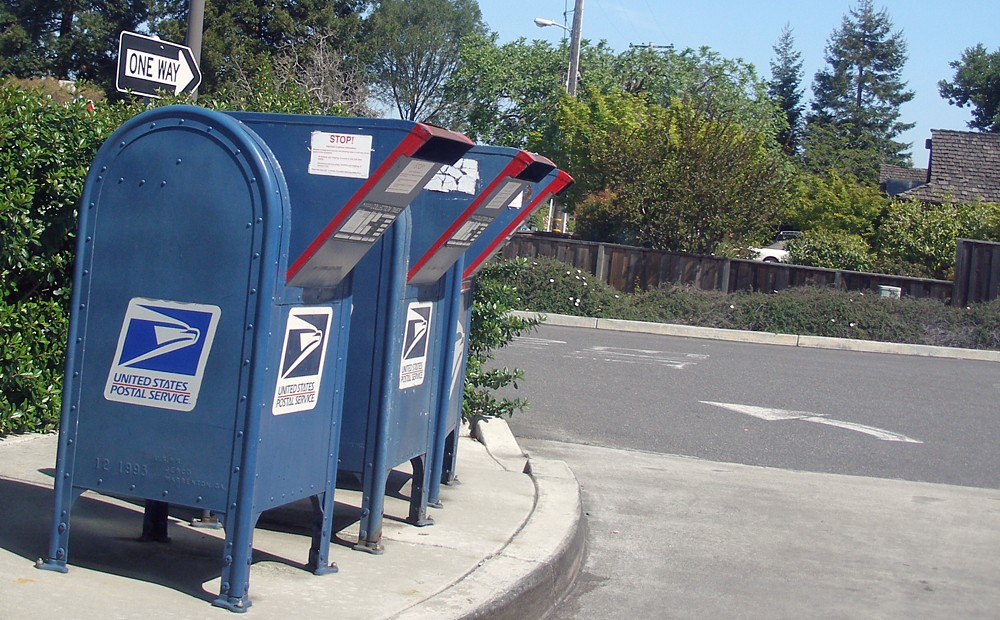
Drive-through Поштова скринька в США.

Drive-through (неформально drive-thru) — різновид сервісу що дозволяє клієнтові придбати продукти не покидаючи авто. Такий формат започаткований в США в 1930 Джорданом Мартіном та вперше знайшов реалізацію як касове вікно Grand National Банку в місті-порту Сент-Луїс, штат Міссурі в 1930. На той момент надавалась виключно послуга внесення готівки.
Замовлення зазвичай здійснюються через мікрофон та забираються особисто з вікна.
Drive-through дещо відрізняється від drive-in в першому випадку ви рухаєтесь в черзі з машин, то в другому ви паркуєтесь і їжу вам виносять. Такий виніс їжі має назву carhop — клієнт може залишатись їсти в запаркованій машині. Тим не менш, в години пік, щоб не затримувати чергу, drive-through режим може переключитись на виніс до місця парковки.
Drive-through практично витіснили drive-in, і зараз переважають практично в переважній більшості сучасних Американських мережах фаст-фуду.
Заклади які надають такі сервіси зазвичай мають відповідні таблички над смугою для руху, на яких вказано чи відчинена смуга для обслуговування («open» / «closed» напис).

## Приклади
- Банківське обслуговування
- Поштові скриньки, скриньки для здачі книжок в бібліотеку
- Придбання алкоголю (такі під'їзди ще називають «Beer Through», a «Cruise Through», a «Brew Thru»)
- Отримати ліки з аптеки
- Забрати молочні продукти, бакалію, напої із відповідних спеціалізованих магазинів
- Одружитись (в спеціальних каплицях в Лас-Вегасі, США)
- Похоронні послуги — присутні на похороні можуть під'їхати подивитися і зробити приношення останкам своїх близьких через вікно
- Деякі державні послуги в окремих штатах
- Обробка фотографій

### Ресторани

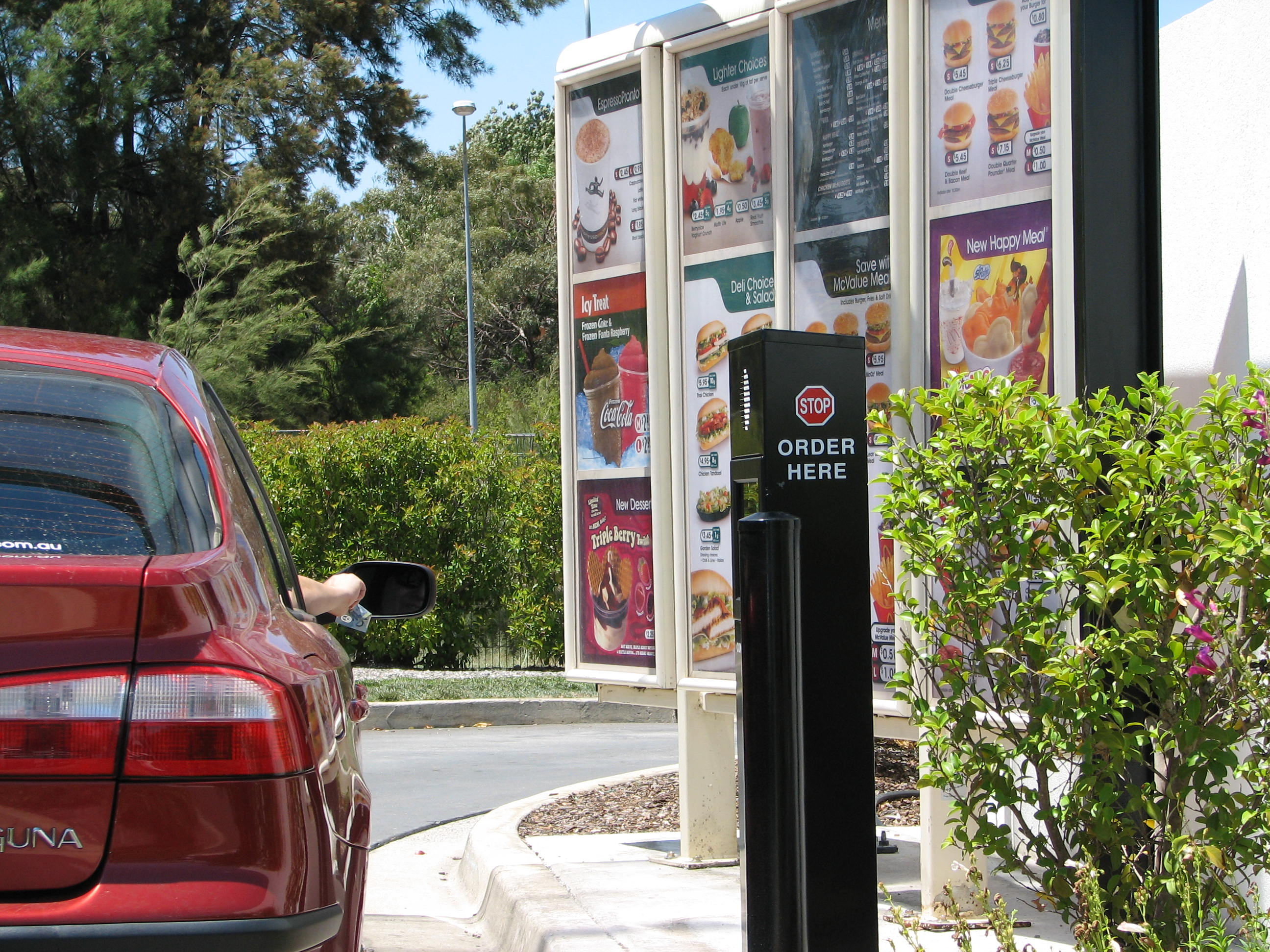
Типовий Австралійський McDonald's drive-through зі спікером.

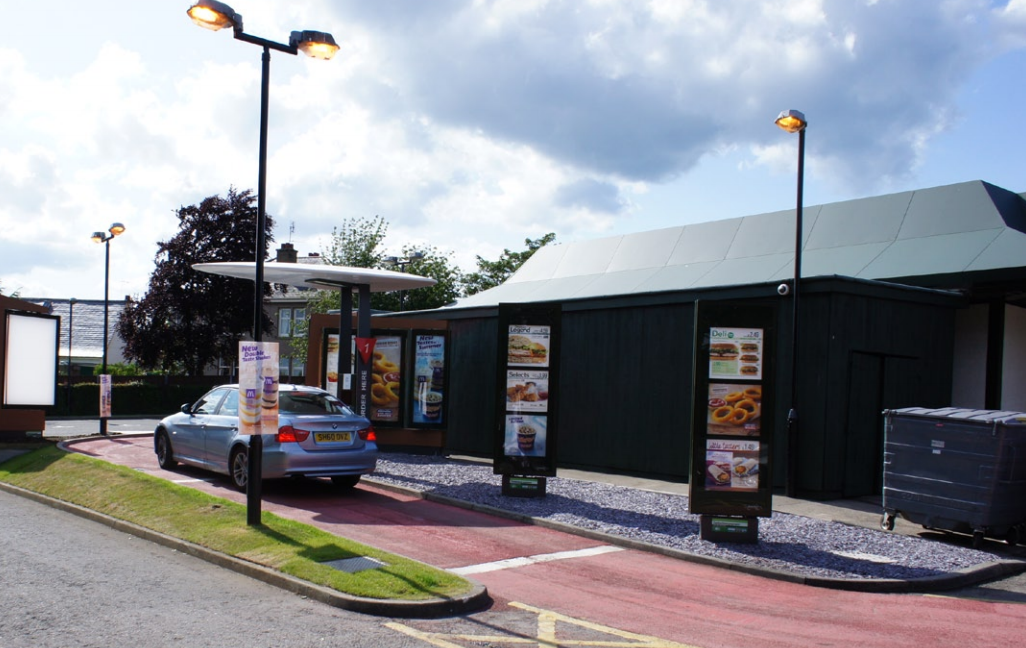
Інтерком та меню в ресторані McDonald's у Великій Британії. Единбург, Шотландія.

Серві drive-through зазвичай складається з:
- Спікер та Мікрофон щоб розмістити замовлення
- Спікер з мікрофоном або безпровідна гарнітура для співробітника
- Триггер під колесами авто, що активує мікрофон і гарнітуру, може бути замінено камерою відеоспостереження
- Стенди з меню
- Сучасні drive-through функції a LCD або LED дисплеї для демонстрації замовлення та вартості. Це виключає непорозуміння і позбавляє касира можливості обрахувати клієнта.
- Вікна розрахунку та видачі замовлення: це може бути одне або два окремі вікна.
- Більшість ресторанів мають місця для парковки одразу за останнім вікном. Якщо з якимось замовленням виникає затримка (наприклад, це є спеціальне замовлення), співробітник може запросити відвідувача почекати на вказаному місці, щоб наступні відвідувачі могли отримати свої замовлення без затримки. Коли замовлення готове, співробітник винесе його відвідувачу. Таким чином цей сервіс має певні риси сервісу drive-in але тільки в години пік.

В McDonald's у Великій Британії, всі заклади діють в режимі EOTF (Experience of the Future) — всі МакДрайв мають третє вікно. У випадку якщо відвідувач має велике замовлення — то з другого вікна його запросять прослідувати до третього, де він може почекати довше. Таке вікно має назву «fast forward window» — вікно швидкого перемотування вперед. Загалом такий підхід зменшує час очікування для відвідувачів.

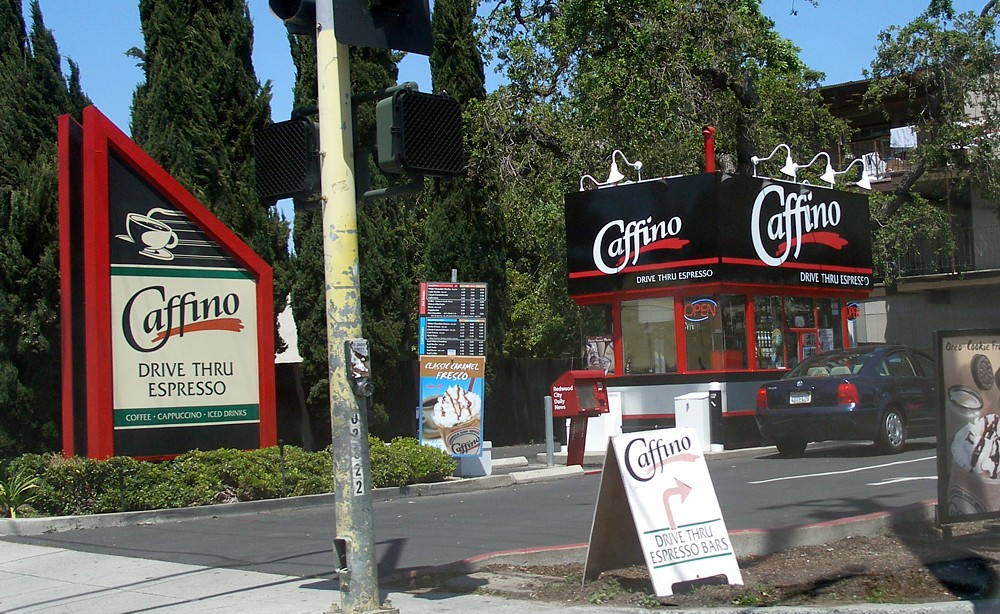
Деякі заклади надають виключно drive-through сервіси, як це еспресо кафе.

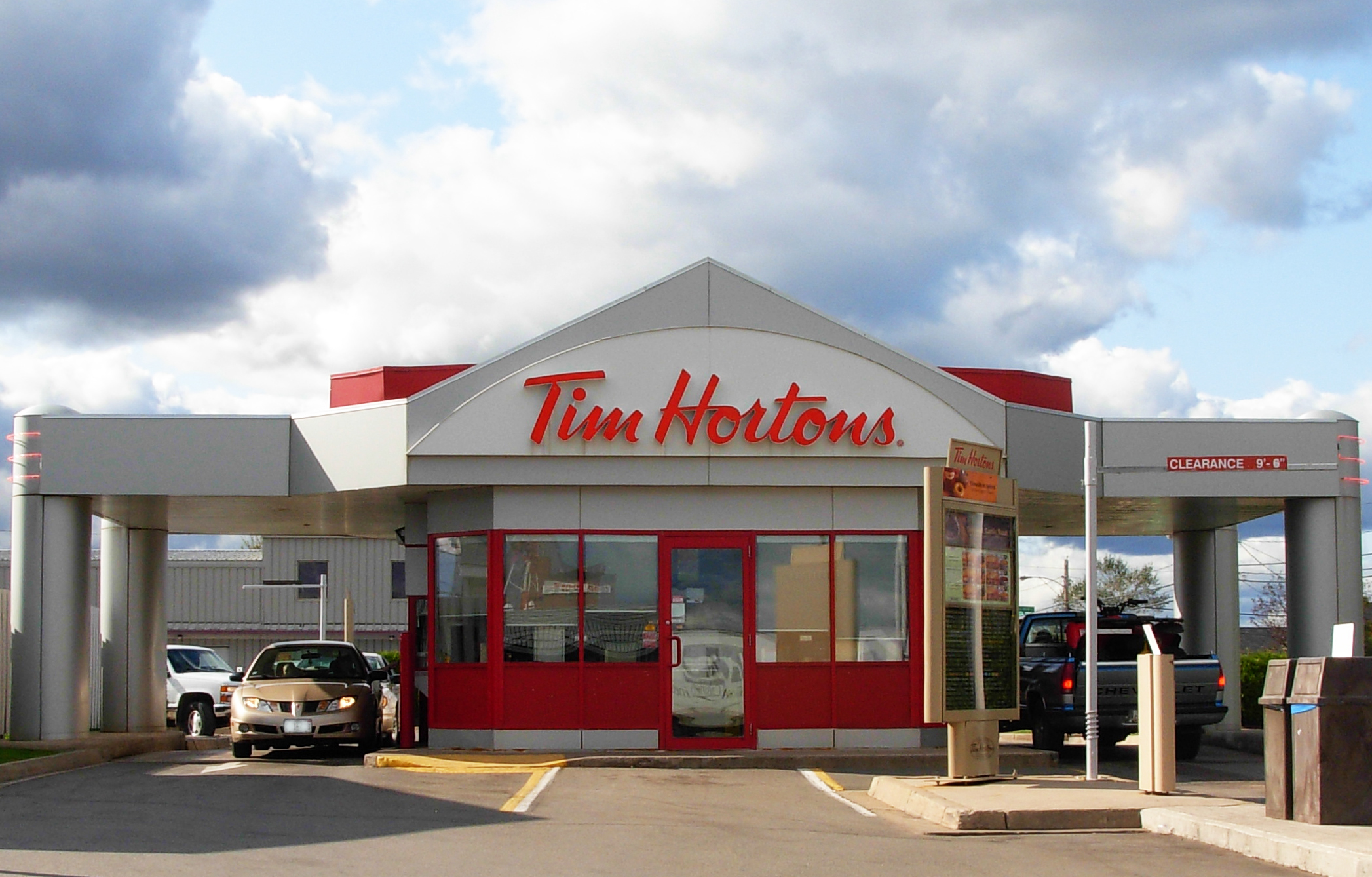
Виключно Drive-through кава та пончики в кафе Tim Hortons в Монктон, Нью-Брансвік, Канада

Drive-through дизайни в різних закладах можуть суттєво відрізнятись; тим не менш більшість можуть вмістити авто від 4 до 6 пасажирів в зоні черги. Зазвичай смуги руху влаштовані таким чином, що спікер встановлено з боку водія, наприклад, в країнах з лівостороннім трафіком — справа, і навпаки: там де правосторонній рух — зліва. Вікна з боку пасажира зустрічаються не часто, так як вони не є підручними для авто в якому є лише водій.
Згідно Майкла Карла Уітцеля, drive-through вікна вперше були протестовані в Техаській мережі ресторанів Pig Stand в 1931. Перший drive-through ресторан було створено в 1947 Шелдоном «Red» Чені, оператором Red's Giant Hamburg в Спрігфілді, Місурі. Розташований на відомому маршруті Route 66, ресторан працював до 1984. Декілька інших закладів закидають, що вперше відкрили ресторани такого типу, в тому числі Maid-Rite. In-N-Out Burger заявляють що відкрили перший в Каліфорнії drive-through в 1948. В інших джерелах ресторан Jack in the Box згадується як перший великий ресторан створений спеціально для надання такого виду полуг з використанням двостороннього інтерком зв'язку Перший Jack in the Box було відкрито 1951 в Сан-Дієго. Концепт drive-through був на той момент незнайомий тож Jack in the Box "клоун, " де було розміщено спікер, мав знак, «Під'їжджайте ближче, Джек буде з вами говорити.»
Та все ж, згідно Майкла Волліса, автора книги Route 66: The Mother Road, заклад Red's Giant Hamburg в Спрингфілд (Міссурі) є домом «першого в світі drive-through вікна».

#### McDonald's
Сьєрра-Віста, Аризона — перше місто в якому було відкрито McDonald's drive-through. Перший McDonald's drive-through був створений 1975 біля Форт-Уачука, військового поселення неподалік міста — для того щоб обслуговувати військових, яким було заборонено у формі залишати службове авто. Оригінальний заклад було закрито і знесено в Травні 1999 і новий McDonald's замінив його. В штатах, на drive-through приходиться 70 % бізнесу McDonald's, а середнє замовлення виконується менше ніж за 3,5 хвилини.
В 2010, в місті Каса Лінда, Техас, франшиза відкрила drive-through/walk-up (проїжджай/підходь) — виключно — магазин без місць для сидіння в середині, але з невеликим патіо та столиками. The same company operates a walk-up only store front next to the West End Station of DART Rail.
Перший drive-through ресторан (McDonald's drive-through) в Європі було відкрито в торговому центрі Nutgrove в Дубліні, Шотландія в 1985.
В Іспанії та Росії, McDonald's drive-through сервіси часто називають McAuto.
В Нідерландах, Німеччині, Франції, Португалії, Італії, Україні та інших країнах північної Європи, McDonald's drive-through сервіс називають McDrive (МакДрайв).
В Чилі, Аргентині та Мексиці — AutoMAC.

#### Max burger
1981 Max Hamburgers відкрили перший drive-in Північної Європи в Пітео.

### Банкінг

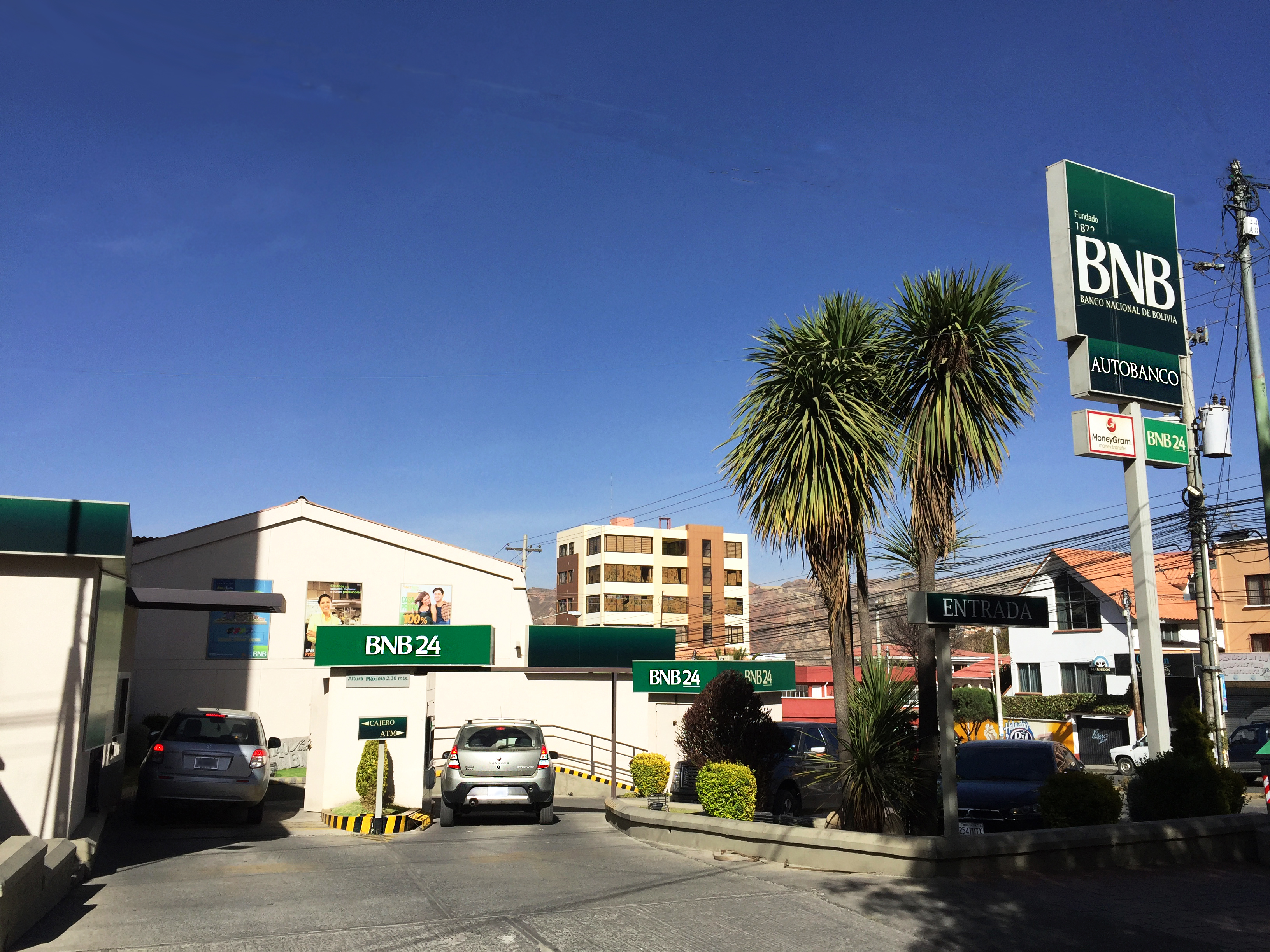
drive-through BNB in Болівії, приклад drive-through банкінгу

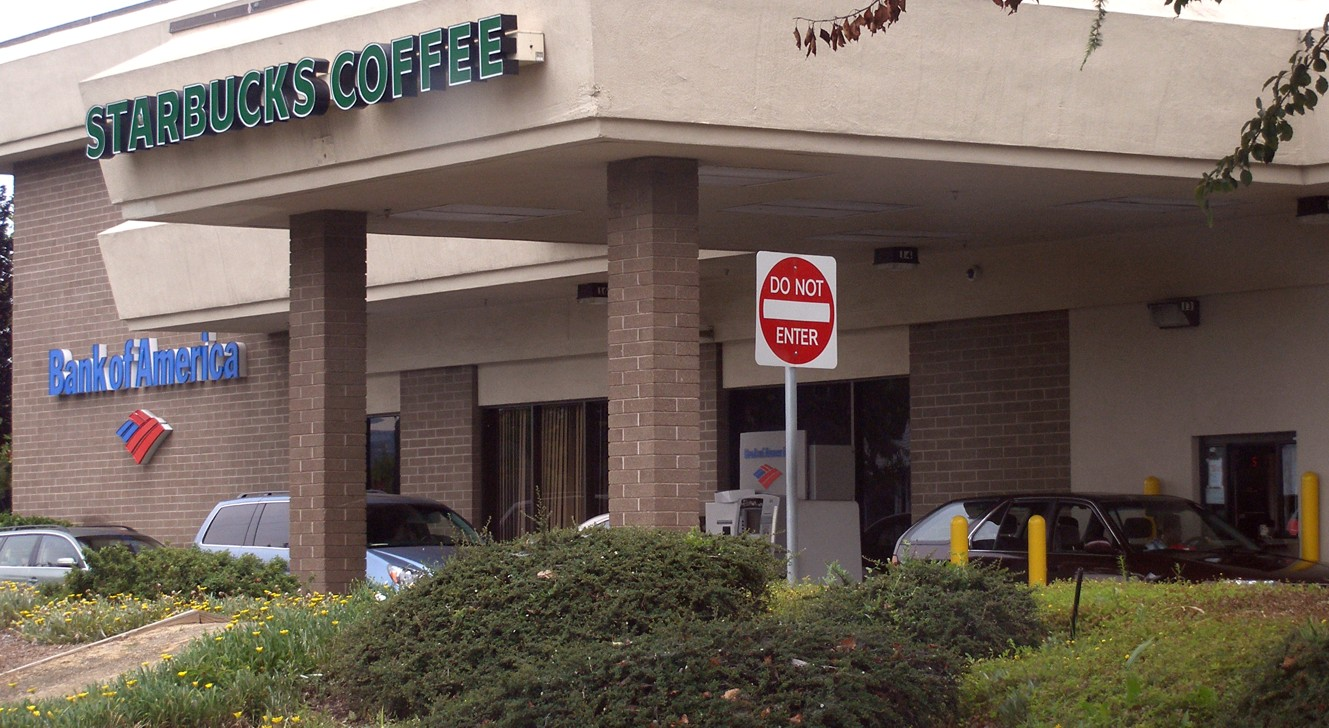
Drive-through зона якою користуються одночаснобанк та кав'ярня.

В 1928, City Center Bank, який згодом став фінансовою корпорацією Фінансова Корпорація UMB, відкрив перше банківаське drive-up вікно. Невдовзі після цього Grand National Bank в Сент-Луїсі, Місурі відкрив drive-through, включаючи отвір збоку для внесення готівки вночі. Westminster Bank відкрив перший у Великій Британії drive-through банк в Ліверпулі в 1959, невдовзі після якого Ulster Bank відкрив перший в Ірландії в 1961 в місті Фенаг.
В наступні роки, drive-through банкінг втратив популярність через поширення заторів на дорогах, банкоматів, телефонів та інтернет-банкінгу. Тим не менше, багато відділень банків зараз мають drive-through банкомати.

### Придбання продуктів харчування
Гарольд Вілліс та його батько Робер Вілліс, першими започаткували drive-through сервіс для молочних продуктів та яєщь в Редленсі, Каліфорнія, в ранні 1940-ві. Подача молока та яєць покупцям на авто викунувалась за рахунок стрічки конвеєра яку винайшов Гарольд Вілліс. Деякі супермаркети пропонують drive-through зручності для придбання бакалії. У Великій Британії про такий сервіс вперше повідомив Tesco в Серпні 2010. А в Сполучених Штатах Бакалія Crafty's Drive-Buy в Вірджинії почали пропонувати такий сервіс. У 2012 році голландська мережа Albert Heijn представила «Pick Up Point» де покупець може підібрати замовлення зроблене он-лайн.

## Реалізація ідеї без авто
Пішоходи іноді намагаються скористатись послугами drive-through — в пізній час коли секція зі столиками для відвідувачів вже закрита. Багато закладів відмовляються обслуговувати пішоходів через drive-through віконця з питання їх безпеки. Велосипедистам відмовляють з тієї ж причини.
І все, ж влітку 2009, Burgerville відкрив drive-through вікно для велисопедистів. Схожа ситуація може виникнути в сільських районах — коли люди на конях або в запряженому кіньми візку.
20го Липня 2013, жінку було оштрафовано за відвідування McDonald's в компанії свого коня в Великому Манчестері, Велика Британія після того як їй відмовили в обслуговуванні на drive-through. В реті решт, кінь спорожнився в ресторані чим викликав незручності для інших відвідувачів.

### Walk-up вікна

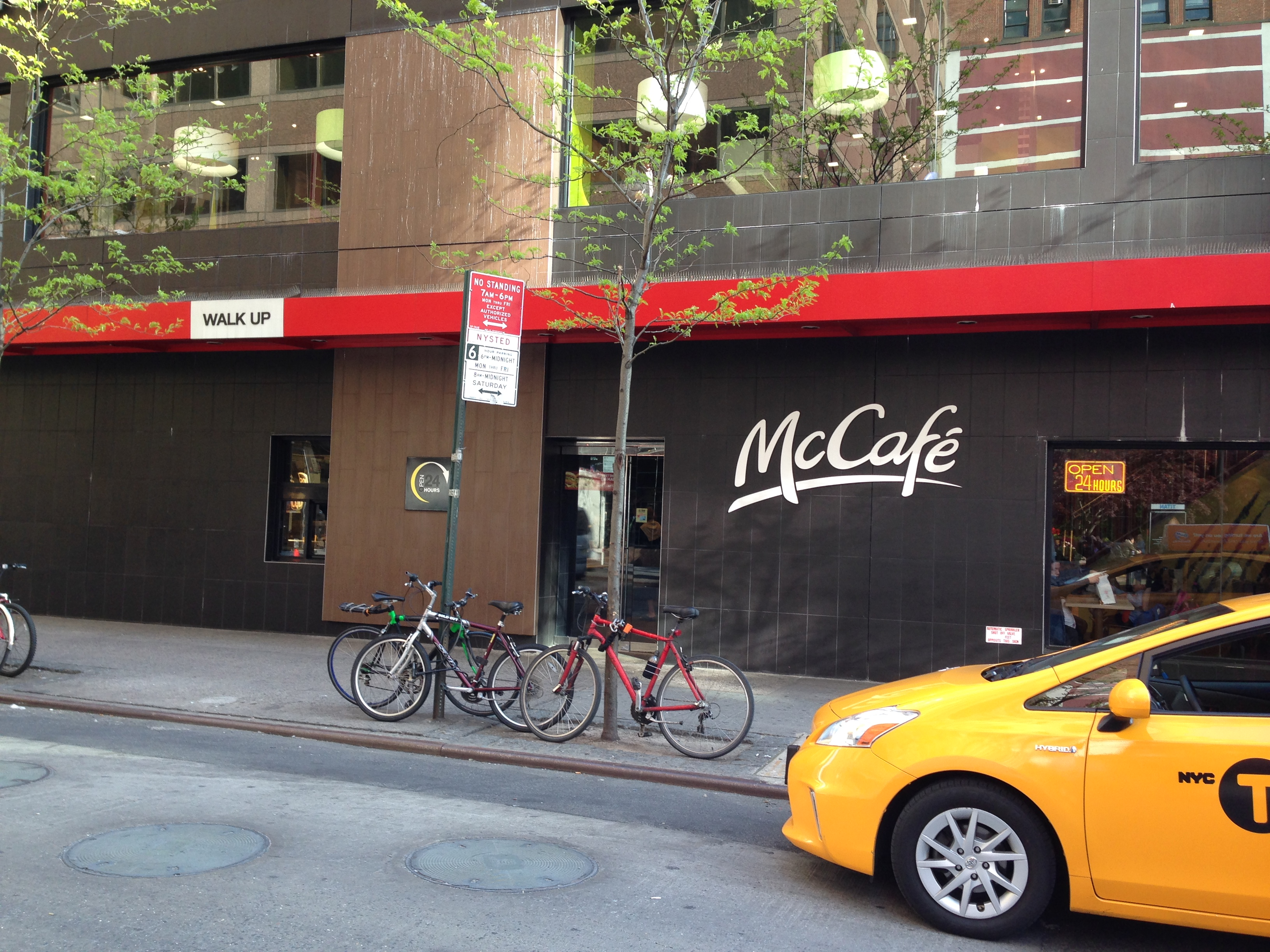
McDonald's walk-up вікно (зліва) в закладі в місті Нью-Йорк

Деякі заклади відкривають walk-up віконця у випадках коли drive-through є менш практичними. Але, не можна плутала walk-up вікна з невеликими лавками, кіосками чи мобільними кухнями до яких зазвичай вишиковується черга. Відміна в тому, що walk-up вікна це скоріш доданий сервіс, зручності на додадок до повноцінного сервісу в середині закладу.
Такі walk-up вікна подібні до drive-through тим, що дозволяють отримати послугу ззовні закладу через вікно. Власники закладу мають багато причин щоб надавати такий сервіс. Як наприклад, коли McDonald's зайнов на новий ринок Росії де більшість сімей не мали авто, адміністрація розробила walk-up вікна як альтернативу. Іншою причиною може бути відсутність можливості мати drive-through через конструктивні особливості локації, як наприклад в центрі міста. Деякі заклади можуть відкривати walk-up вікна заради того щоб привабити певну аудиторію, наприклад молодь у нічний час. Інша причина в тому щоб мати можливість продовжувати обслуговування як найдовше забезпечуючи безпеку персоналу. Для цього встановлюються куленепробивні віконця в закладах кримінальних районів.

### Ski-through
McDonald's вперше відкрив ski-through під назвою McSki на лижному курорті Lindvallen, Швеція in 1996.